# Коцяр Ігор Олександрович
І́гор Олекса́ндрович Ко́цяр (19 березня 1994 — 23 липня 2014) — український військовик, солдат строкової служби, стрілець 1-го відділення 3-го патрульного взводу 1-ї патрульної роти 1-го патрульного батальйону окремої криворізької бригади охорони громадського порядку Нацгвардії, військова частина 3011 Центрального оперативно-територіального об'єднання Національної гвардії України (Кропивницький).

## Життєпис
Народився 1994 року в місті Кривий Ріг. Навчався у Дніпропетровській спеціалізованій школі з поглибленим вивченням туристично-краєзнавчих дисциплін № 119. Захоплювався спортивним туризмом, виборював призи на конкурсах краєзнавців. 2013 року закінчив Дніпропетровське ПТУ № 17 — за спеціальністю «столяр». Восени того ж року призваний на строкову військову службу, проходив у криворізькій окремій спеціальній моторизованій бригаді міліції внутрішніх військ МВС.
Зимою 2014-го був у складі внутрішніх військ на Євромайдані, поранений.
23 липня 2014 року загинув разом із командиром своєї бригади Радієвським та командиром батальйону Сніцарем під час бою за звільнення Лисичанська — бійці потрапили у засідку терористів на мосту.
Похований на цвинтарі «Дороге» у селі Дороге, Дніпропетровського району, Дніпропетровської області з військовими почестями.
Без сина лишилась мама Світлана Миколаївна, батько Олександр Коцяр і брат.

## Нагороди та вшанування
- 14 серпня 2014 року — за особисту мужність і героїзм, виявлені у захисті державного суверенітету та територіальної цілісності України, вірність військовій присязі під час російсько-української війни, відзначений — нагороджений орденом «За мужність» III ступеня (посмертно)
- Наказом командуючого Нацгвардії України від 28.07.2014 № 182 назавжди зарахований у склад військової частини, де служив[4].
- нагороджений відомчою відзнакою «Мужність, честь, закон» (наказ командувача Національної Гвардії України, посмертно).
- 8 травня 2015 року поблизу Лисичанська урочисто відкрито памятник на місці загибелі генерал-майора Радієвського, полковника Сніцара та солдата Коцяра.[5]
- 3 вересня 2015 року на будівлі Дніпропетровської спеціалізованої школи з поглибленим вивченням туристично-краєзнавчих дисциплін № 119 відкрито меморіальну дошку Ігорю Коцяру.